# 出川桃子
出川 桃子（でがわ ももこ、1978年〈昭和53年〉1月7日 - ）は、日本の政治家。自由民主党所属の参議院議員（1期）。松江市議会議員（1期）、島根県議会議員（1期）を務めた。

## 来歴
東京都調布市生まれ。高校時代はイギリスで暮らし、英国暁星国際学園を卒業。成蹊大学法学部政治学科卒業後、外資系国際見本市主催会社、東京大学生産技術研究所勤務を経て、2012年に夫の故郷である島根県松江市に移住。
2017年4月、松江市議会議員選挙に立候補し、初当選。出川は自民党員であり、市議会最大会派の松政クラブに所属していたが、2020年10月には市役所新庁舎建設の中断を求める住民投票条例案に日本共産党市議団と共に賛成票を投じたため、松政クラブを除名された。
2021年4月、松江市長選挙に立候補したが、上定昭仁に敗れ落選。
2023年島根県議会議員選挙で当選。2025年1月、自民党島根県連が同年夏の第27回参議院議員通常選挙に向けて実施した公募に応募し、2月6日の県議や地域支部の代表者らによる投票の結果、園山繁県議を破り候補者に選ばれた。有効票120票のうち出川64票、園山56票だった。翌7日、自民党の鳥取県連と島根県連は、参院選で出川を鳥取県・島根県選挙区に、鳥取を地盤とする舞立昇治を比例区の特定枠に擁立することを決めた。7月20日の投開票の結果、初当選した。

## 人物
- 家族は夫・息子二人[2]。

## 選挙歴
| 当落 | 選挙                     | 執行日         | 年齢 | 選挙区               | 政党       | 得票数     | 得票率 | 定数 | 得票順位 /候補者数 | 政党内比例順位 /政党当選者数 |
| ---- | ------------------------ | -------------- | ---- | -------------------- | ---------- | ---------- | ------ | ---- | ------------------ | ---------------------------- |
| 当   | 2017年松江市議会議員選挙 | 2017年4月16日  | 39   | ーー                 | 無所属     | 4000票     | ーー   | 34   | 1/41               | /                            |
| 落   | 2021年松江市長選挙       | 2021年4月18日  | 43   | ーー                 | 無所属     | 3万426票   | 31.06% | 1    | 2/3                | /                            |
| 当   | 2023年島根県議会議員選挙 | 2023年4月9日   | 45   | 松江市選挙区         | 無所属     | 1万13票    | 11.68% | 11   | 1/13               | /                            |
| 当   | 第27回参議院議員通常選挙 | 2025年07月20日 | 47   | 鳥取県・島根県選挙区 | 自由民主党 | 28万9250票 | 52.64% | 1    | 1/5                | /                            |